# Psilopogon viridis
El barbudo cariblanco (Psilopogon viridis) es una especie de ave piciforme de la familia Megalaimidae que vive en la India.  El barbudo cariblando es endémico de las zonas forestales de los Ghats occidentales y montes adyacentes. Es muy parecido al barbudo cabecipardo (Megalaima zeylanica), que está más extendido, pero se diferencia de él por sus distintivas lista en la mejilla y lista superciliar blancas, y tiene un anillo periocular azul en lugar de naranja. Ambas especies tienen cantos similares y coinciden en los bosques más secos del este de los Ghats occidentales. Como los demás barbudos asiáticos es principalmente frugívoros aunque también suele consumir insectos, y excava cavidades con su pico en los árboles para anidar.

## Descripción

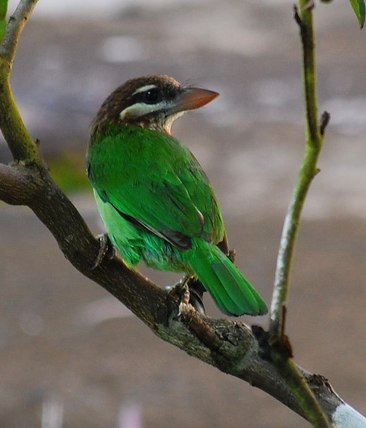
Su plumaje es principalmente verde, con tonos parduzcos y blancos en cabeza y cuello.

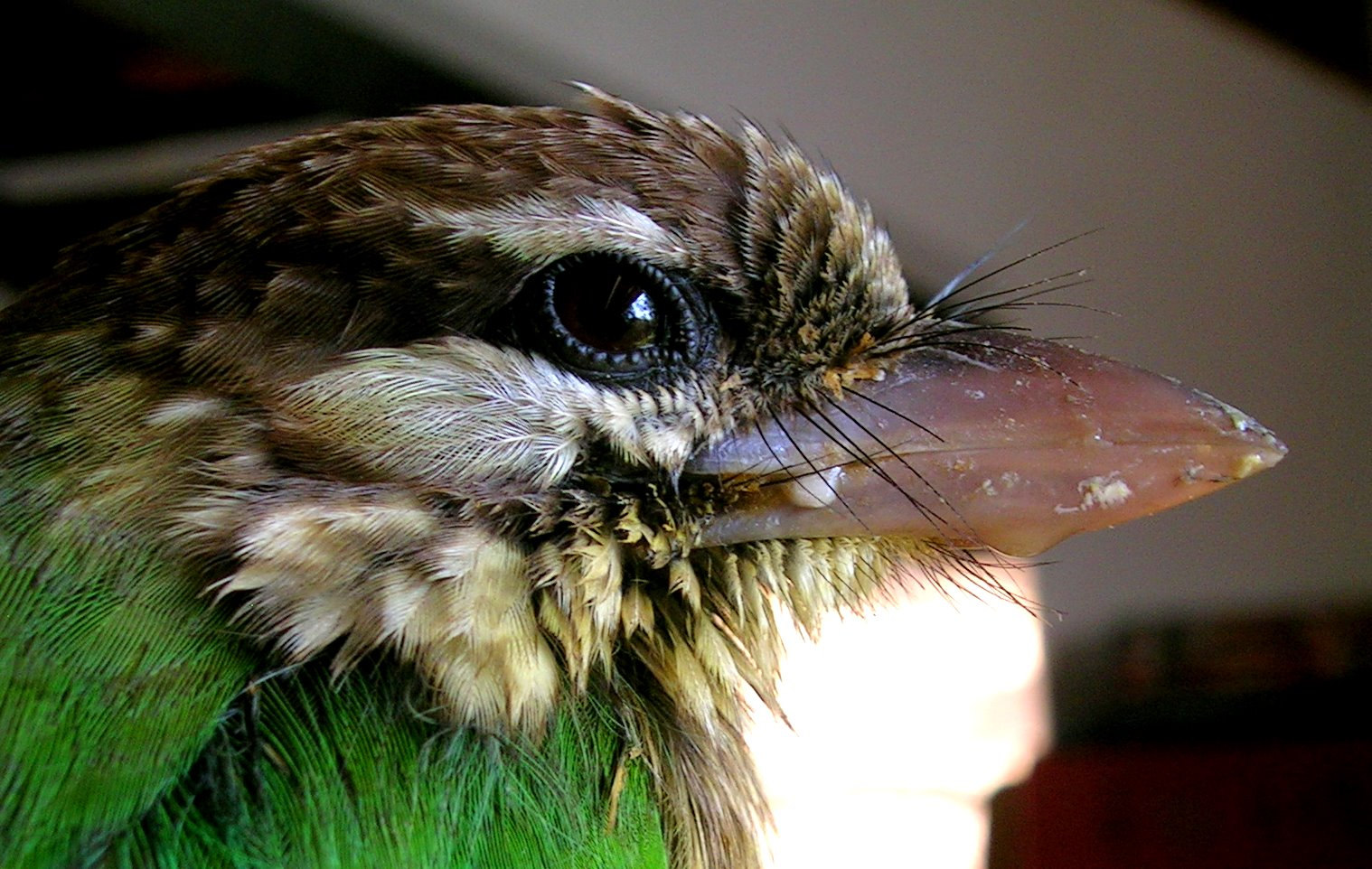
Detalle de la cabeza donde se observan las cerdas alrededor del pico.

Su cabeza es parduzca con listas horizontales blancas por encima y debajo del ojo y su pico es de color rosado claro. Alrededor del pico presenta cerdas a modo de vibrisas. El color del plumaje del resto de su cuerpo es verde, más claro en las partes inferiores, a excepción de la garganta y el pecho que están veteados en blanco y pardo. Tiene una longitud total de entre 165-185 mm, su cabeza mide entre 51-53 mm y su cola entre 60-67 mm. Su tamaño varía entre las aves del norte que son mayores y las del sur.
Como los demás miembros de Megalaimidae que son aves principalmente verdes, suelen estar posados quietos en los árboles lo que les hace difíciles de ver. Durante la estación de cría que empieza en verano se empiezan a oír sus cantos por la mañana. Sus llamadas consisten en altos y monótonos «Kot-roo ... Kotroo...» que empiezan con un explosivo «trrr» muy similar a la del barbudo cabecipardo. Durante las calurosas tardes además suelen emitir una nota simple en forma de «wut». Producen otros tipos de llamadas estridentes durante los encuentros agresivos.

## Distribución
Se encuentra en el suroeste de la India principalmente a lo largo de los Ghats occidentales, extendiéndose desde Surat Dangs hacia el sur hasta las estribaciones asociadas en el sur de la India y llegando a Ghats orientales del sur principalmente en los montes Shevaroy y Chitteri. En algunas zonas como en la ciudad de Bangalore, se ha indicado que esta especie puede haber sido desplazada por el barbudo cabecipardo que en tiempos se encontraba allí.

## Comportamiento

### Alimentación

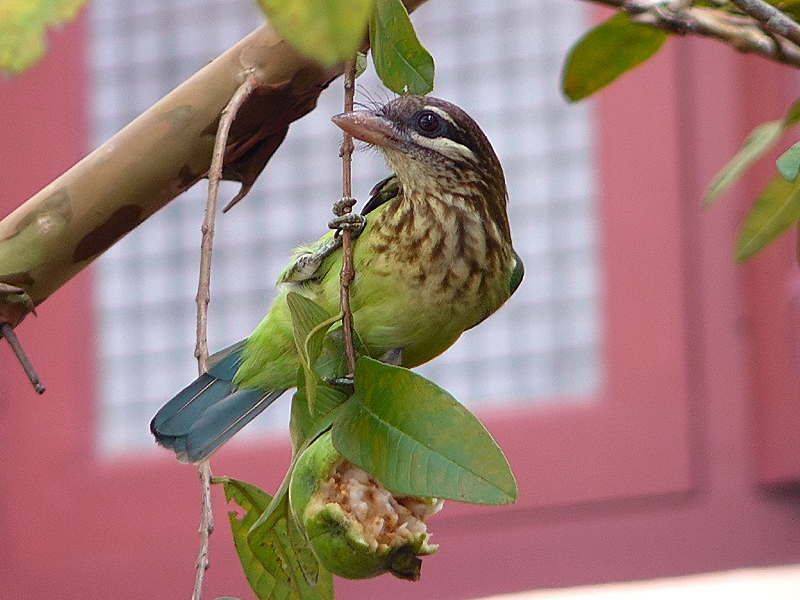
Se alimenta principalmente de frutos.

Estas aves son principalmente frugívoras, pero atrapan termitas aladas y otros insectos de forma oportunista. Se alimentan de frutos de varias especies de Ficus incluidos Ficus benjamina y Ficus mysorensis, y otros frutales introducidos como los Muntingia calabura. Cuando se alimentan son bastante agresivos e intentan ahuyentar a otros barbudos, koeles y otras aves frugívoras.
Estos barbudos desempeñan un papel muy importante en los bosques como agentes dispersores de semillas. También visitan las flores de los Bombax por su néctar y pueden están involucrados en su polinización.
Estos barbudos son aves arborícolas que raramente se posan en el suelo. Obtienen la mayor parte del agua que necesitan de los frutos de su dieta. Cuando encuentran agua disponible en las oquedades de los árboles a veces beben y se bañan.
Su consumo de frutos lo convierten en una molestia menor de los huertos aunque se ha observado que tienen un efecto beneficioso en las plantaciones de café.

### Reproducción

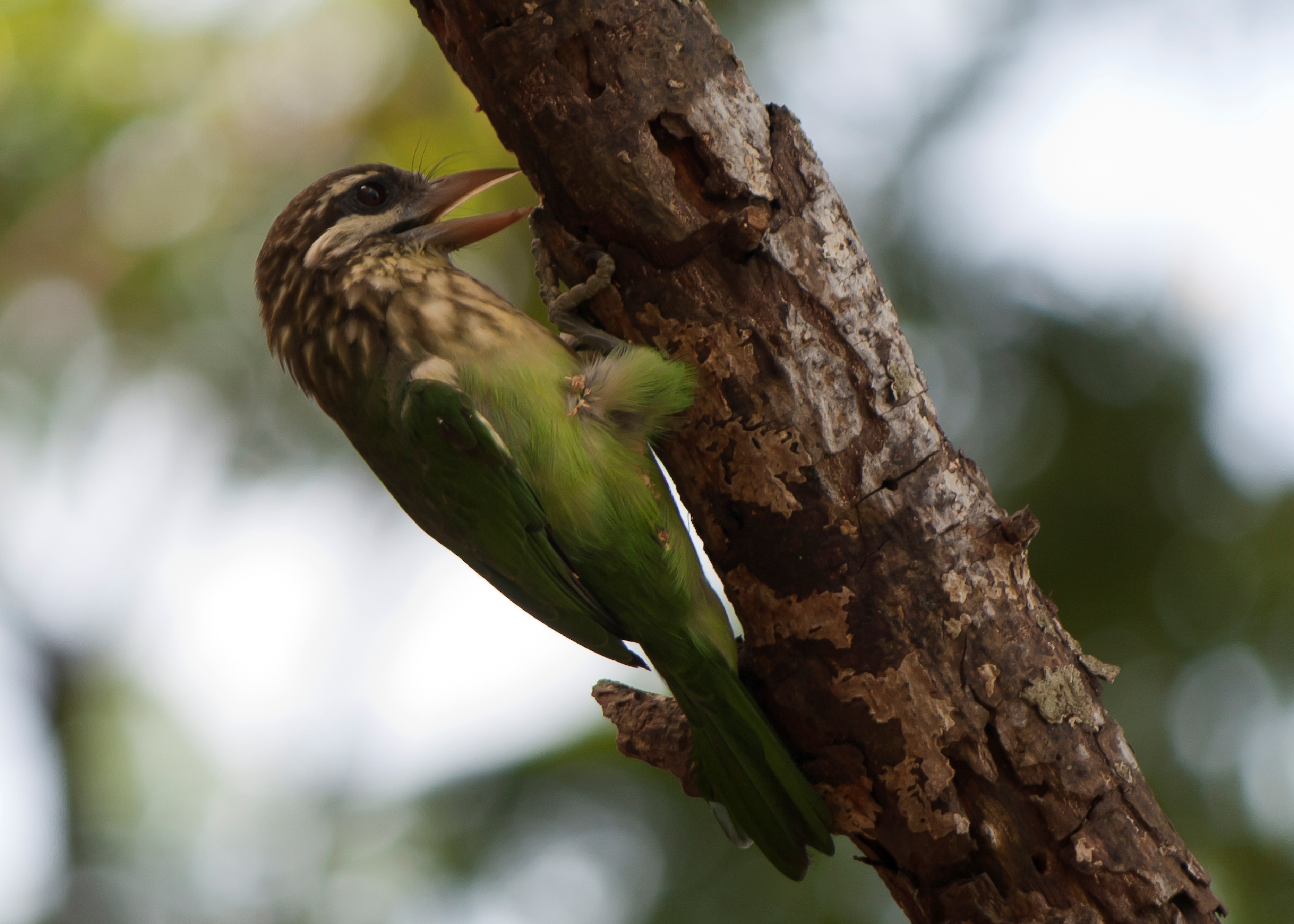
Suelen anidar en huecos de los troncos y ramas muertas.

Estas aves anidan principalmente en cavidades, y suelen horadar en los troncos y las ramas verticales huecos redondeados, generalmente en ramas muertas. Se reproducen de diciembre a julio, y a veces crían dos nidadas. En el sur de la India (parque nacional de Periyar) estos barbudos empiezan a criar en diciembre y continúan anidando hasta mayo. Se cree que esta especie forma lazos de pareja de larga duración, más allá de una época de cría. Durante la época de cortejo cantan con intensidad. Es habitual que los machos ofrezcan regalos de comida a las hembras antes de la cópula. La frecuencia del canto se desploma tras la eclosión de los huevos. En áreas urbanas prefieren árboles como el flamboyán (Delonix regia) y el tulipanero africano (Spathodea campanulata). También pueden hacer sus nidos en las raíces aéreas. Pueden reutilizar el nido del año anterior pero normalmente hacen un nuevo hueco.
Los barbudos cariblancos son agresivos con otras aves de menor tamaño que anidan en huecos de menor como el barbudo de garganta carmín, a veces destruyen sus nidos a picotazos desde la entrada. Ambos sexos se encargan de excavar el nido y pueden tardar unos 20 días en completarlo. Ponen los huevos unos 3–5 días tras la excavación. Suelen poner alrededor de 3 días. El periodo de incubación dura entre 14 y 15 días. Durante el día ambos miembros de la pareja incuban los huevos pero durante la noche solo lo hace la hembra. La pareja defenderá su nido de las ardillas de las palmeras que a veces depredan sobre los huevos. Los polluelos son alimentados con una dieta rica en insectos. Dejan el nido después entre 36 y 38 días.
El ornitólogo Sálim Ali afirmó que algunas de estas aves podían emitir llamadas por la noche durante la época de cría, pero esto ha sido cuestionado por otros observadores como K K Neelakantan que afirma que se muestran como aves estrictamente diurnas.

## Depredadores y parásitos
Hay registros de que el gavilán chikra captura a los adultos. Se sabe que una garrapata del género Haemaphysalis es un ectoparásito específico de este barbudo, y sufre a parásitos sanguíneos como algunas especies de Leucocytozoon. Se sabe que algunas especies de Haemaphysalis son portadores del virus responsable de la enfermedad de la selva de Kyasanur.